# Rudolf Wacker
Rudolf Wacker (ur. 25 lutego 1893 w Bregencji, zm. 19 kwietnia 1939 tamże) – austriacki malarz, należący do nurtów ekspresjonizmu i Nowej Rzeczowości.
Rozpoczął studia w Szkole Grafiki Użytkowej w Bregencji, następnie kształcił się 1910/1911 w prywatnej szkole artystycznej Bauera w Wiedniu i 1911-1914 w Akademii Sztuk Pięknych w Weimarze u Albina Egger-Lienza i Waltera Klemma.
Podczas I wojny światowej został powołany do wojska i w roku 1915 dostał się do niewoli rosyjskiej. Spędził 5 lat w Tomsku, gdzie był świadkiem wydarzeń rewolucyjnych. Uczestniczył tam w wystawie obrazów. 
Po powrocie do Niemiec zamieszkał w Berlinie, gdzie od 1922 zajął się malarstwem. Pod wpływem Ericha Heckela zainteresował się ekspresjonizmem. Później zapoznawszy się z malarstwem Maurice Utrillo wytworzył własny styl, zaliczany do realizmu magicznego. Po powrocie do Austrii stał się zwolennikiem Nowej Rzeczowości. W roku 1934 uczestniczył w Biennale w Wenecji. 
W latach 1936–1938 wykładał jako docent rysunku aktu w Szkole Rzemiosł w Bregencji. Po przyłączeniu Austrii do III Rzeszy oskarżono go o sprzyjanie komunizmowi. Wskutek zorganizowanych przez Gestapo rewizji i przesłuchań uległ dwukrotnie zawałom serca i wkrótce potem zmarł w domu rodzinnym w Bregencji.